# 日野・コンテッサ

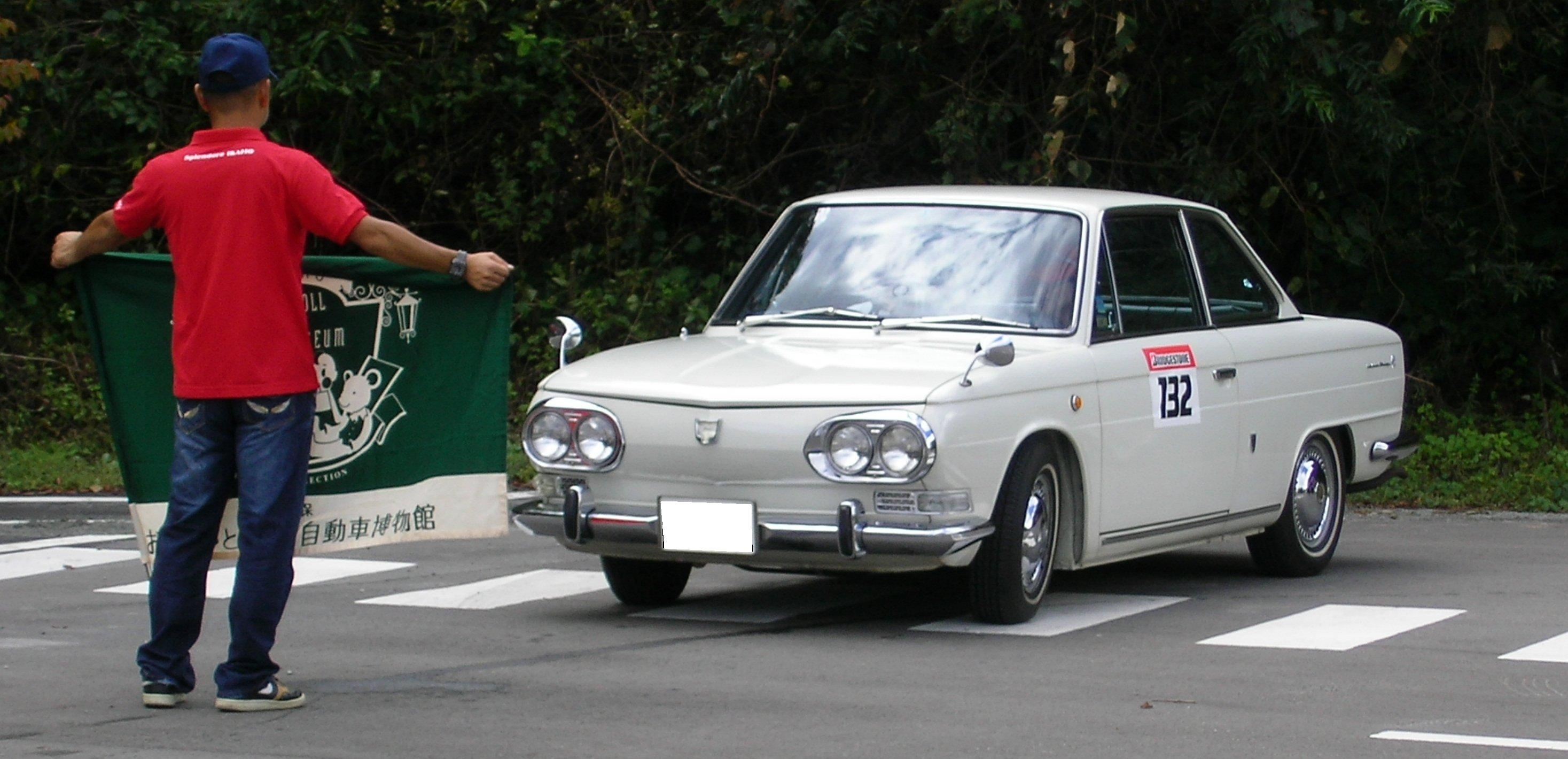
コンテッサ・1300クーペ

コンテッサ（イタリア語：Contessa ）は、日野自動車がルノー・4CVのライセンス生産で得た経験をもとに開発し、1961年から1967年まで生産した、リアエンジン・リアドライブの乗用車である。

## 車名の由来
Contessaとは、イタリア語で「伯爵夫人」の意味。同社が自社開発した唯一の乗用車である。

## 初代 コンテッサ900（1961年 - 1965年）

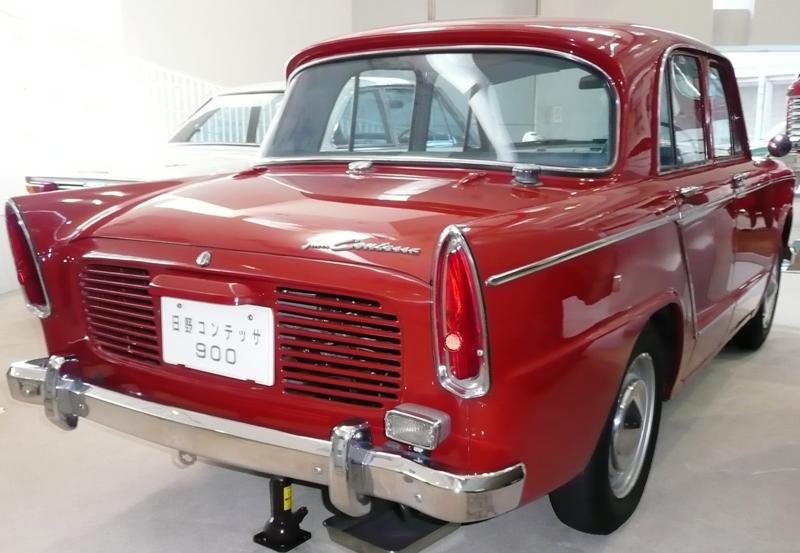
900

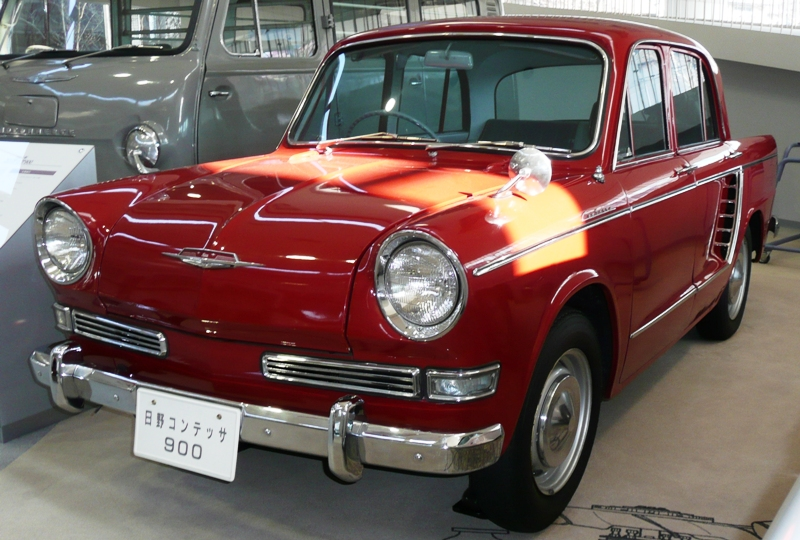
900セダン

1961年に総排気量893cc、出力35psのガソリンエンジンを搭載する「コンテッサ900」として登場した。4ドアセダンのみの設定で、フロントグリルレス、丸型2灯ヘッドランプ、サイドのエアインテーク、テールフィンなどがスタイル上の特徴である。車格はルノー・ドーフィンよりやや小さいものとなった。
駆動方式やサスペンションなどの基本的なレイアウトは従来の日野・ルノーを踏襲し、排気量もルノー・エンジンの拡大版と言うべきものであった。技術的特徴としては、シフトリンケージの工夫により、リアエンジン車ながらコラムシフトを実現し、オプションで電磁式自動クラッチが装備されていた点が挙げられる。
900セダンは1965年まで生産され、好評であった日野・ルノーで得られた信頼から、タクシー業界への納入も多い。

### コンテッサ900スプリント

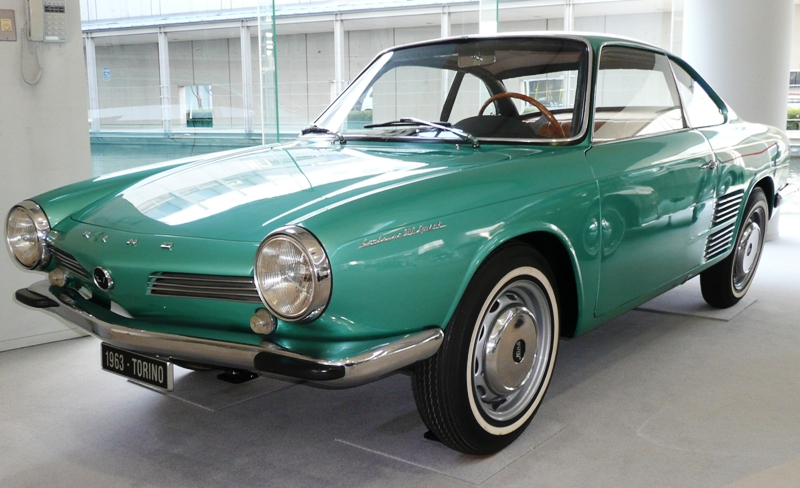
900スプリント

1962年にはコンテッサ900のベースに、ジョヴァンニ・ミケロッティのスタイリングとコーチワークによるワンオフモデルとして、2ドアクーペのコンテッサ900スプリントが発表される。エンジンとサスペンションのチューニングはエンリコ・ナルディが担当し、推定45psまで引き上げられたエンジンから、150km/hの最高速を予定した。

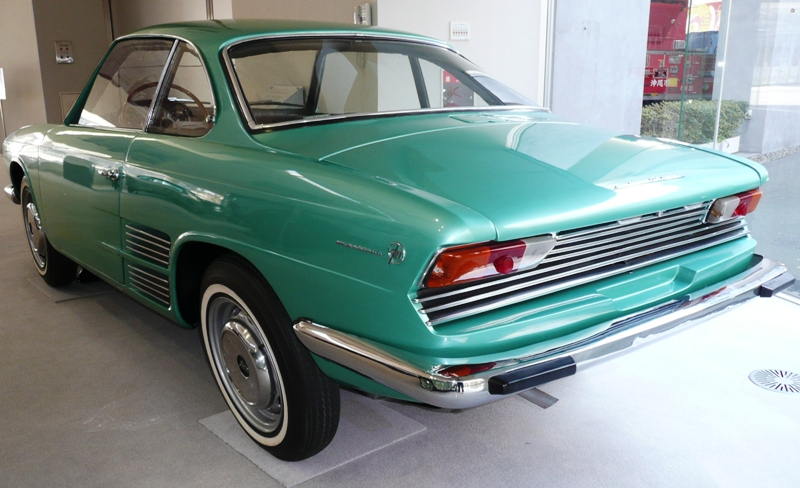
900スプリント

同年10月のトリノモーターショーをはじめ、翌1963年のジュネーブショーやニューヨーク国際オートショーまで海外のモーターショーを巡回展示され、多くの注目と賞賛を集めた。凱旋帰国の形で第10回東京モーターショーにも参考出品（国内販売の予定はなかったとされる）され、イタリアでの生産も目論んでいた。真偽は確認されてないものの、当時の日野自動車の発表として、欧州の自動車メーカー各社からEECに圧力がかかり、実現に至らなかった。このため市販はされておらず、「幻の名車」となっている。
なお、このスプリント計画は、その後、コンテッサ1300の計画とともに新たなものへと進展することになった (後述) 。

## 2代目 コンテッサ1300（1964年 - 1967年）

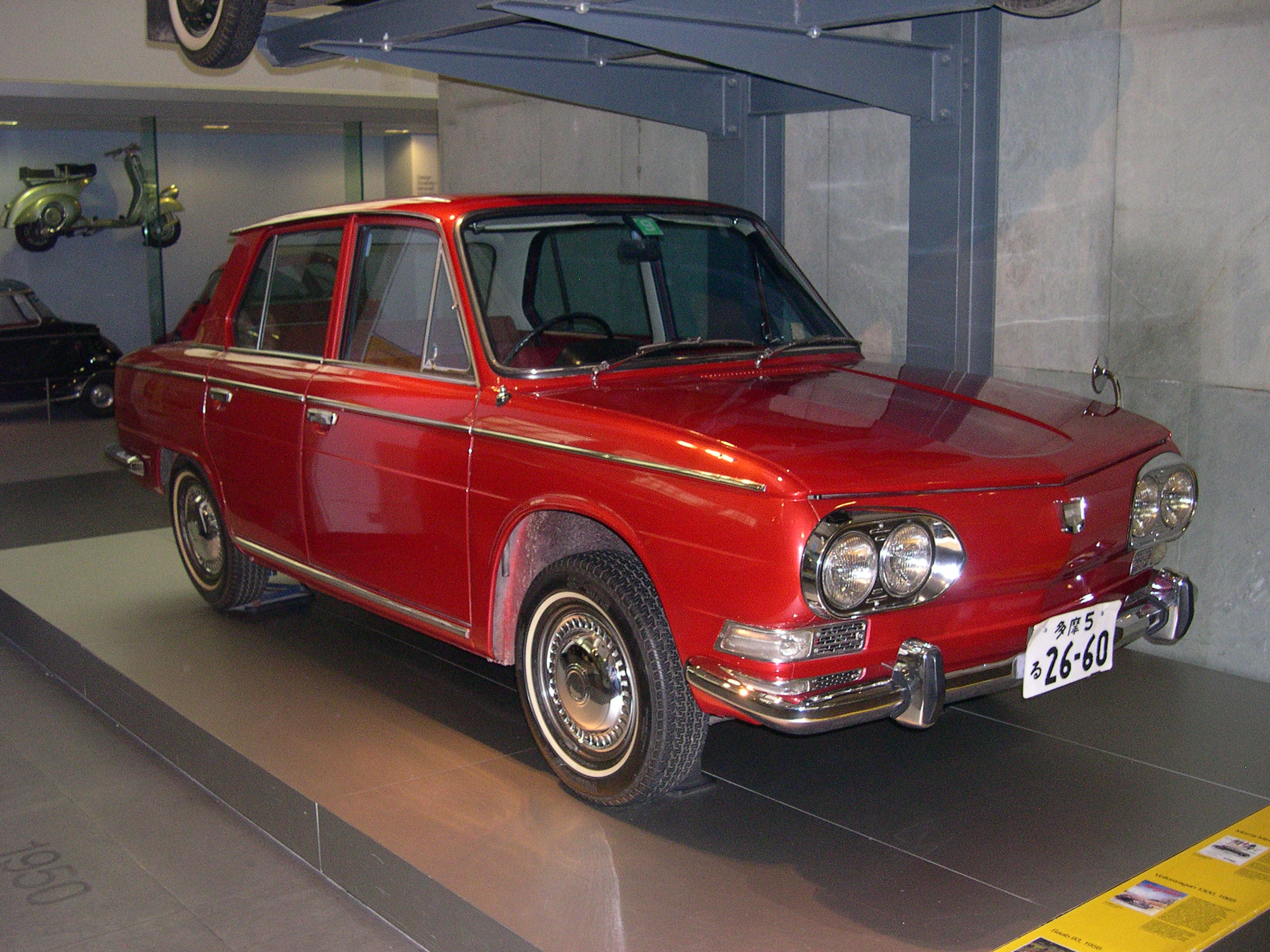
1300セダン（ロンドン・サイエンスミュージアム所蔵車。開発チームの一員であった鈴木孝がかつて私有していた個体を寄贈したもの）

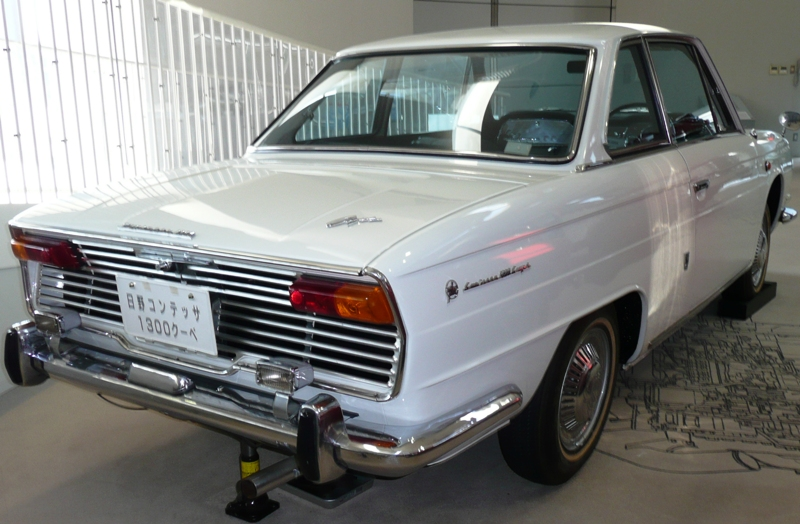
1300クーペ
美しい後ろ姿のサイドには、ジョヴァンニ・ミケロッティのデザインを示すロゴが付されている。この後端グリルからラジエーターファンで冷却風を導入し、ラジエーター通過後にエンジン前方床下から排気する

1964年9月、「コンテッサ1300」として4ドアセダンが発売された。4灯ヘッドライトと細いピラー、長いリアデッキを基本とするスタイルは、コンテッサ900スプリント同様、ジョヴァンニ・ミケロッティが手がけ、その優雅なスタイリングから、セダン、クーペとも、イタリアのコンクール・デレガンスで複数年に渡り4度の賞を受賞する成功作となった。デザインモチーフには、同時期のミケロッティ作品であるトライアンフ・2000とも共通する、グリルレス（ないしグリルの印象を弱めた）ノーズとデュアルヘッドライト、リアサイドの直線基調なプレスラインなどの組み合わせが観察でき、当時のミケロッティが抱いていたデザイン趣向を見て取れる。
エンジンはルノーの拡大版であった900（GP20型）から一転し、日野の自社設計による総排気量1,251cc、出力55psの「GR100型」が開発された。ロングストロークのOHVながら、直列4気筒、5ベアリングのクランクシャフト、ダブルロッカーアームによるクロスフロー弁配置のエンジンである。熱対策として、エンジンルーム内に露出する排気管を短くするため、エンジンブロックを傾斜配置とし、キャブレターとインテークマニホールドまわりには、パーコレーション防止とコールドスタートの容易さの双方に意を払った設計が行われている。
排気量は中途半端な値であるが、これは当初上層部から「（当時の）日産・ブルーバードと同排気量（1,200cc）で」という指示が出されたのに対し、現場側が「欧州の同クラスの車は1,300ccが主流」として反発したため折り合いがつかず、最終的に「1,251ccなら1200台をちょっとはみ出しただけ」と現場側が強弁する形で開発を進め、上層部もやむなくそれを追認したためだという。
ラジエーターの配置は4CVや900でのエンジン前方配置から、エンジンルーム後端へ変更となったが、このレイアウト変更で、リアエンジン乗用車の宿命であるエンジン動力による冷却空気導入方法を再検討する必要が生じた。
ミケロッティに当初日野側から渡されたデザインに関する要求仕様において、鈴木孝（のち日野自動車副社長）らエンジン担当はラジエーター冷却のために、前方に向け約1500平方センチメートルの冷却空気取入口を設けること、という条件を強引に付加した。技術陣はコンテッサ900スプリントのリアフェンダー前のそれのようなデザインを期待していたのだが、これに対しミケロッティの示した原デザインは、リアフェンダーに大きな突起物として口が付いている、という「ふてくされ」たようなデザインであった。
同じ頃、ルノー・8の情報がもたらされ、そちらでもエンジンルーム後端にラジエーターを配置していることが判明した。ルノー・8は側方からではなく、車体後端上部から吸気していた。以前ルノーからは、4CVおよびルノー・ドーフィンとコンテッサ・900の類似性に関するクレームやチェックの前例があったため、同一の構造は避けたかったものの、開発段階では車体後端上部も検討された。しかし、セダンのプロトタイプ (リアフェンダーから吸入) 完成後であり、また上部吸入は後方をさらに数センチ以上伸ばす必要、さらにミケロッティ側への追加支払や完成遅延のリスクなどの理由で立ち消えた。
1962年夏、ミケロッティ制作のプロトタイプを受け取った時点のデザインは、当時の販売側の現物評価が不評であった結果を日野技術陣は抗議の念として受け止め、慶応大学の小茂鳥和生の研究室と共同の基礎的な調査実験から検討を行った。最終的には、垂直に切り立った後端のグリルから冷却風を吸気し、床下に抜いた空気やエンジン排気を再び吸い込まないような工夫を設け、冷却性能を満たすエンジンルームができあがった。セダンモデルの公称最高速度は135km/hであった。
1965年当時のコンテッサの新聞広告において、日野自動車はリアエンジンの優位性を次のように説明していた。
- フロントのスタイルについて視野が広く、空気抵抗の少ない形状にすることができる。
- プロペラシャフトが無いので車内が広い。また車両重量が軽く、動力伝達効率、経済性が向上する。
- 後輪の粘着力が強く加速、登坂性能に優れる。
- ハンドルが軽く、回転半径が小さい。
- 排気ガスやエンジン熱が車内にこもらず健康的で乗り心地が快適。

シャシも改良され、リアエンジン+スイングアクスル故の不安定さが残った900に比べ、リヤスプリングの強化で操縦安定性の大幅な改善を実現した。シフトレバーについては、900の遠距離リンケージによるコラムシフトを踏襲し、またフロアシフトモデルも用意された。ブレーキはスポーティ版であるクーペの前輪に、日本の国産車初となるフィスト型ディスクブレーキ（曙ブレーキ工業製）を採用。
当初は4ドアセダンのみの設定で、デラックスモデルのヘッドランプは4灯、スタンダードモデルはデラックスのライトベゼルを流用し、外側寄りのみとした2灯であったが、後にデラックス、スタンダード共に4灯となった。
翌1965年には2ドア4人乗りのクーペが新たに設定された。クーペでは、エンジンの圧縮比を8.5から9.0に上げ、出力を65psに強化、最高速度145km/hを公称している。900スプリントのモチーフをも採り入れた、低く流れるようなスタイリングは、1960年代の日本製乗用車の中でも屈指の美しさと云われる。

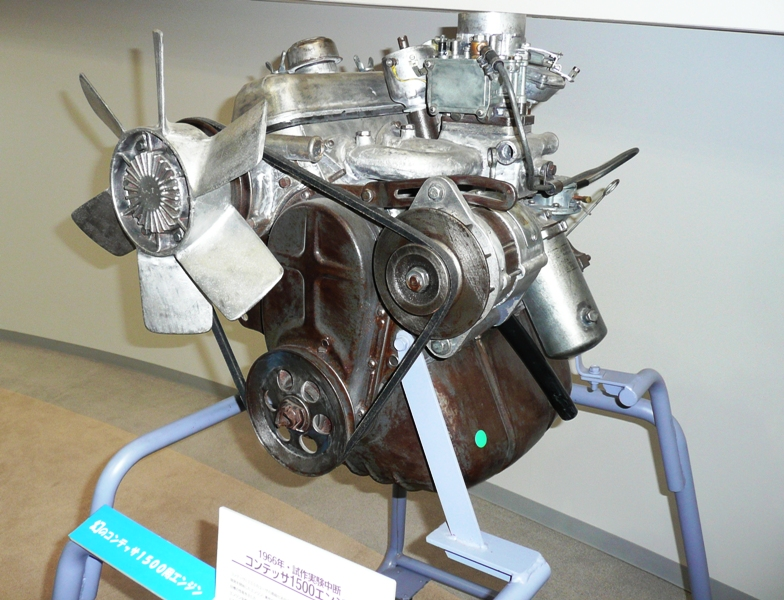
試作されたコンテッサ1500用エンジン

1966年には1,500ccのエンジンが試作され、後々に「コンテッサ1500」として販売される予定だったが、トヨタとの提携で開発は中止となった。この試作エンジンは日野オートプラザに展示されている。
また同時期には、セダンの内外装を量産対策のため簡素化した試作車「1300マーク2」を、生産車をベースにバンパー位置変更や外装簡素化や内装・ダッシュボード形状の大幅変更を施し制作した。デラックス 3速、デラックス 4速 (2台) 、S (スポーツ) 、スタンダード、クーペの計6台が試作された。販売は未定であったが、1967年のGR100エンジンの1300ccのパワーアップ版 (10馬力程度) の後に予定されていた。
当時の日本製乗用車の中でも性能やスタイルは傑出しており、少量ながら欧州、オセアニア、東南アジアなどへも輸出された。しかし、このモデルの発売が開始された当時、1,000cc以上のクラスの小型乗用車の主流はすでにフロントエンジン車に移っており、国内販売も振るわなかったこともあって、日野がトヨタ自動車と提携した翌年の1967年には、提携の事前条件であった「コンテッサ1300の生産終了」に沿って生産を終了した。
このコンテッサ1300を最後に日野は乗用車の自主開発から撤退し、「ハイラックス」の設計・開発や、「パブリカバン」、「カリーナバン」など、トヨタ商用モデルの一部を受託生産することになる。

### 日野スプリント1300GT
1964年頃から、量産車の開発とは別に「日野スプリント1300GT」が試作されている。1300クーペとは異なるスタイリングは、ミケロッティによるもの。コンテッサ900スプリントの時代から造形が進化し、スタイリングはその後のフェラーリ・330GTミケロッティへの明確な進展がみられる。
日野スプリント1300GTのボディのデザイン＆制作はイタリアのミケロッティに委託され、シャシー＆エンジンなどのエンジニアングはアルピーヌに委託され、同社のA110と同じ手法で、円筒バックボーンフレームにFRPのボディーが組み合わされており、アルピーヌによってDOHC化されたGR100型エンジンを搭載する（このアルピーヌ社開発のGR100ベースのDOHCエンジンは最終的に日野プロトに搭載された競技車専用エンジンのYE28へと発展）。また、事前にスチールボディがFRPボデー制作のための形状確認の目的でミケロッティの下で制作されている。これは冷却風の採り入れ方が、ルノー/アルピーヌ流のエンジンフード後端上面となっている。
FRPボディの個体は1966年のパリサロンに出品されており、一部のイヤーブックなどには「HINO Sprint GT 1300」と紹介されている。これは日野・ミケロッティ・アルピーヌによって欧州で数万kmにも及ぶテストランが日野との契約に従って進められ、パリサロン後、日野に納入された。しかし、日野スプリント1300GTは市販には至らず、このFRPボディの試作車だけでプロジェクトは終了した。
その後しばらくは日野が保管していたが、何らかの理由で放出され、走行目的ではない造形用のスチールボディの個体は、オールペイントやAHP製アルミホイール装着などの手直しを受け、1972年の第5回東京レーシングカーショーに展示された。

## モータースポーツ
コンテッサ1300は、主にアメリカでピート・ブロックらの手によりツーリングカーレース等に参戦。日本からも量産車へのフィードバックのために短期間エンジン技術者が送り込まれた。SCCA/CSCCやUSRRCのセダンレースを転戦し、1966年10月の第５回タイムズGP (リバーサイド) では、クラス優勝を獲得した。
1967年にはコンテッサ1300をベースとしたプロトタイプカーとして「ヒノ・サムライ」を開発、三船敏郎を監督に起用し日本のレースに参戦するとして、実際に同年4月に富士スピードウェイに車両を持ち込むところまで話が進んだが、レースの車検に合格できずレース参戦はならなかった。
一方で日本では、レース対策のエクスペリメントエンジンとして高回転化に74X74 (1,293cc) のスクェアにしたダブルイグニション＆ツインカム「YE28」を開発（ちなみに「リッターあたり100ps」が目標だったが、結局目標には達しなかったという）。1966年8月に富士で行われた「日本レーシングドライバー選手権」では、YE28を搭載した「日野GTプロト」が3位を獲得するが、その直後に日野とトヨタの提携が正式決定したことから以後の活動は打ち切られた。